# Vista dalla finestra a Le Gras

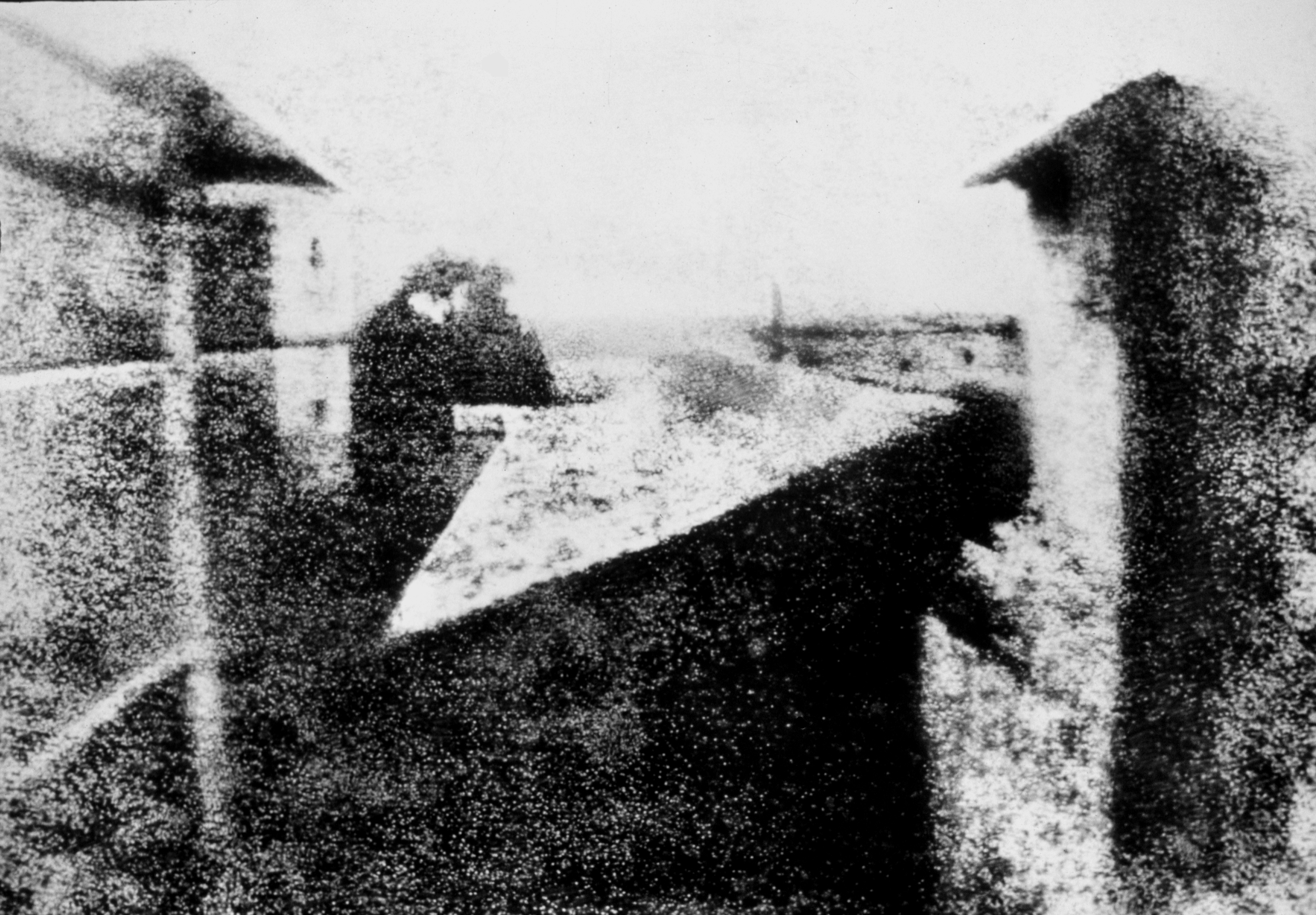
Vista dalla finestra a Le Gras, riproduzione realizzata dallo storico della fotografia Helmut Gernsheim nel 1952 circa

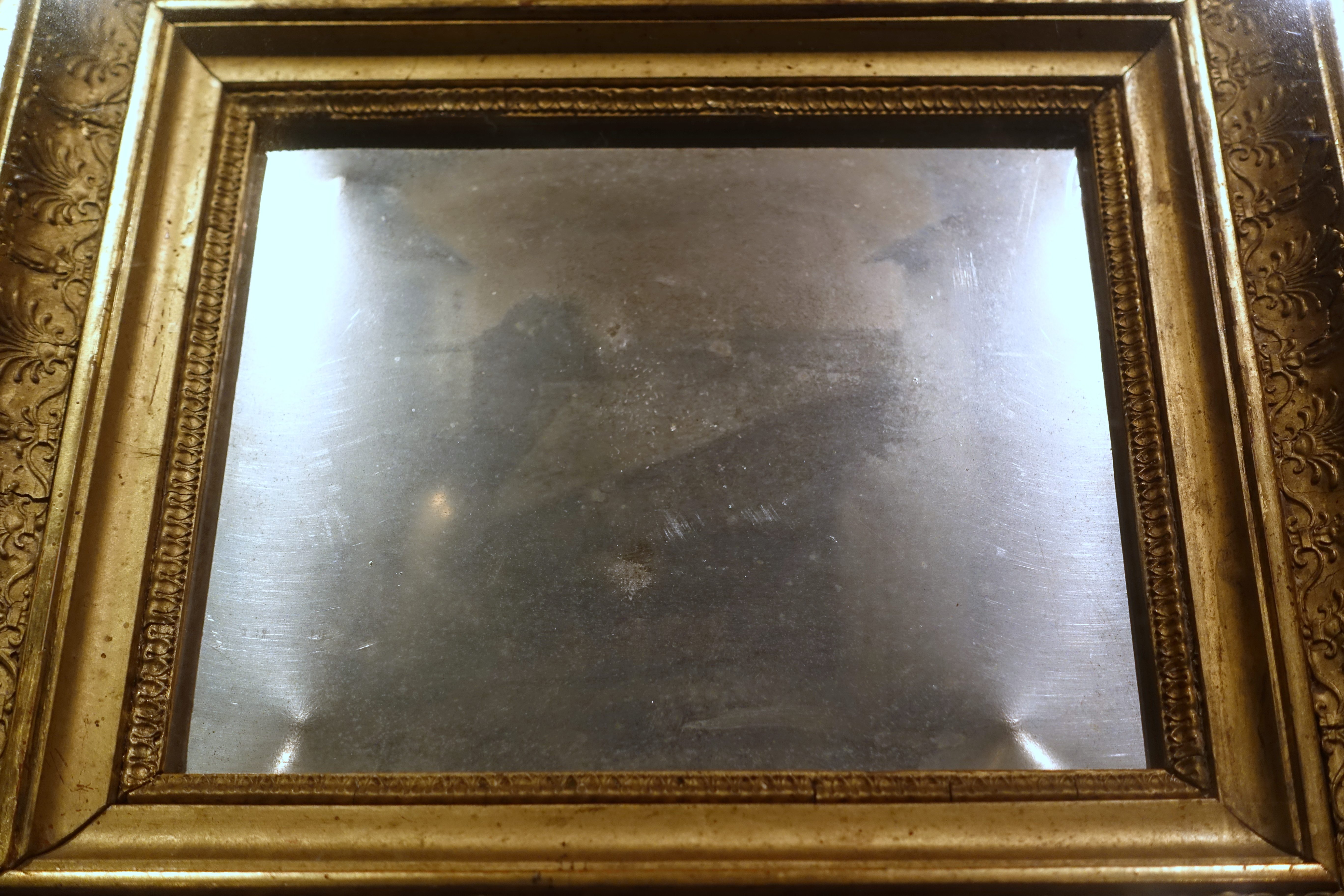
La fotografia originale nella teca d'esposizione al Ransom Center nel 2004. La visibilità dell'immagine dipende dal punto di vista, che in questo caso non è il migliore, ma grazie alla rappresentazione di Gernsheim è possibile intravedere le sagome dei principali elementi della scena.

Vista dalla finestra a Le Gras (in francese Point de vue du Gras) è il primo esempio riuscito con successo di fissare una fotografia in maniera permanente. Creata da Joseph Nicéphore Niépce il 9 febbraio 1826 (o forse 1827), è la più antica fotografia esistente conosciuta; per l'esattezza si tratta di una eliografia. Il soggetto è il panorama visto da una finestra al primo piano della casa-laboratorio di Niépce, detta Le Gras, presso Saint-Loup-de-Varennes, divenuta nel 2007 un museo (Musée Maison Nicéphore Niépce).
Nel 2003 la rivista Life ha inserito la Vista dalla finestra a Le Gras fra le "100 fotografie che hanno cambiato il mondo".

## Realizzazione
Niépce catturò l'immagine con una camera oscura su un foglio di peltro 16,2×20,2 cm ricoperto di bitume di Giudea, dopo una lunga esposizione. La miscela di bitume esposta alla luce si è indurita mentre quella non esposta è stata rimossa con una miscela di olio di lavanda e petrolio bianco.
Il lungo tempo di esposizione ha permesso di osservare l'illuminazione degli edifici su entrambi i lati, il che ha suggerito che l'esposizione fosse durata circa 8 ore, e questa è diventata l'opinione tradizionalmente condivisa. Tuttavia un ricercatore che ha studiato gli appunti di Niépce e ha utilizzato il suo stesso processo di eliografia ha notato che l'esposizione deve essere continuata per diversi giorni.

## Storia
Nel tardo 1827 Niépce visitò l'Inghilterra e qui incontrò l'illustratore botanico Francis Bauer, che, dopo aver visto questo e altri esemplari del suo lavoro, gli consigliò di presentare la sua "eliografia" alla Royal Society. Non avendo voluto però rivelare a questa i dettagli pratici del procedimento, gli venne rifiutata l'offerta. Prima di tornare in Francia, Niépce lasciò a Bauer i suoi esemplari e una bozza delle osservazioni che avrebbero accompagnato le sue presentazioni, se fosse stato accettato dalla Royal Society; Bauer etichettò diligentemente i nomi con la data 1827, l'anno in cui gli vennero presentati. Dopo la morte di Bauer nel 1840, i campioni passarono di mano in mano, venendo occasionalmente esposte come curiosità storiche. Si hanno notizie della "Vista dalla finestra a Le Gras" fino al 1905, quando fu esposta al pubblico, poi cadde nell'oblio.
Lo storico Helmut Gernsheim ritrovò la fotografia nel 1952 quando fu contattato dalla vedova di Gibbon Pritchard che l'aveva trovata nella tenuta di suo marito dopo la sua morte e, dopo averla ottenuta per la propria collezione, la riportò alla ribalta, rafforzando l'affermazione che voleva Niépce inventore della fotografia. Nei laboratori di ricerca della Kodak si tentò di creare una moderna copia della fotografia, ma si rivelò estremamente difficile produrre un'adeguata riproduzione di quanto si possa vedere attraverso l'ispezione della placca originale. Gernsheim ha quindi ritoccato pesantemente con degli acquerelli una delle copie per ripulirla e rendere la scena maggiormente comprensibile e fino ai tardi anni '70 ha consentito di pubblicare solo questa versione migliorata. L'effetto puntinato presente nella rappresentazione di Gernsheim è dovuto al processo di riproduzione della fotografia, ed è invece assente nell'originale. Apparentemente fu al momento della copiatura che la placca acquisì dei rigonfiamenti sfiguranti nelle vicinanze di tre dei suoi angoli. Ciò fa sì che la luce si rifletta sulla placca in modo da interferire sulla corretta visione di quegli angoli e dell'immagine nel complesso.
Nel 1963 Harry Ransom acquistò la maggior parte della collezione fotografica per l'Università del Texas ad Austin, ma l'opera di Niépce non fu compresa nella vendita, ma poco dopo Gernsheim la donò. Da allora l'eliografia di Niépce ha viaggiato raramente, fino agli anni 2012-2013, quando fu portata a Mannheim, in Germania, come parte di una mostra intitolata La nascita della fotografia, il meglio della collezione di Helmut Gernsheim. L'originale è conservato ora nella stanza principale in esposizione all'Harry Ransom Center dell'Università del Texas ad Austin.
In uno studio degli anni 2002-2003 gli scienziati del Getty Conservation Institute hanno esaminato la fotografia servendosi della fluorescenza X, della spettroscopia infrarossa e di altre tecniche. Mediante questi studi si è riusciti a confermare che l'immagine è costituita da bitume e che il metallo della placca è quasi puro stagno, cioè peltro di alta qualità. L'istituto ha inoltre progettato e realizzato l'elaborata teca da esposizione nella quale viene ora conservata la fotografia, in un ambiente continuamente monitorato, stabilizzato, e privo di ossigeno. Questo speciale involucro nel quale viene esposta la fotografia è posizionato inoltre in una luce e una posizione ottimali per la visualizzazione da parte del visitatore, al quale si consiglia di guardarlo dai suoi angoli inferiori, per una visione più chiara.